# Lejla Agolli
Lejla Agolli, née le 4 octobre 1950 à Korçë, en Albanie, est une compositrice albanaise.

## Biographie
Lejla Agolli étudie la composition et la direction d'orchestre à Tiranassa Tish Daijan. Elle remporte une victoire au festival national du chant civique, pour la chanson Ah ky mall, interprétée par Frederik Ndoci. Pendant plusieurs années, elle est directrice de l'Ensemble National de Chant et de Danse Folkloriques,.

## Œuvre
Lejla Agolli compose cantates, concertos, symphonies et musique de chambre. Parmi ses œuvres, on trouve ah ky mall, fantaisie pour violon et orchestre, In memoriam pour clarinette et cordes, dédié à Mère Thérésa, un poème pour violon et orchestre, deux rondos pour violon et orchestre, et deux concertos pour violon. Elle compose aussi de la musique de film : Majlinda dhe zogu i vogël et Lisharsi, tous deux sortis en 1976,.